# Porte dorée (Prague)
Pour les articles homonymes, voir Porte dorée.
La Porte dorée, ou Zlatá brána en tchèque, est l'entrée sud de la cathédrale Saint-Guy de Prague, à Prague, en Tchéquie. Cette porte donnant sur la troisième cour du château de Prague est surmontée d'un porche gothique à trois arches que l'on doit à Peter Parler et que domine une mosaïque dorée représentant le Jugement dernier. Au centre de celle-ci, un Christ inscrit dans une mandorle paraît devant les saints Procope, Sigismond, Guy, Venceslas, Ludmila et Adalbert, mais également, au-dessous d'eux, Charles IV et son épouse.